# 南野阳子
南野阳子（日语：／ Minamino Yōko，1967年6月23日—），兵库县伊丹市出身，日本女演员、歌手。

## 生平

### 1980年代
17歲高二時上京，從松蔭高等学校轉學到東京的堀越高等学校。1984年，參演電視劇《名門私立女子高校》，開始涉足娛樂圈。
1985年6月23日，18歲生日當天發表單曲《太害羞》，正式以歌手身份出道。11月，在《飞女刑事II 少女铁假面传说》中首次主演電視劇，自此一躍成為人氣偶像。1987年，主演電影《飞女刑事》，南野演唱的電影主題曲《樂園之門》初次奪得Oricon公信榜第一位，其後連續推出多首熱門單曲，創下連續八首單曲均奪得Oricon一位的紀錄。1988年，首次出演NHK大河劇，在《武田信玄》中一人分飾二角，飾演主角武田信玄的初戀阿谷和側室湖衣姬。亮眼的表現，使南野與在80年代後半同樣活躍的浅香唯、中山美穗、工藤靜香並稱爲當時的「偶像四天王」。

### 1990年代至今
1992年，宣佈歌手活動休止，專心演員事業，先後出演《寒椿》、《抱抱我親親我》，奪得1992年橫濱電影節最佳女主角。同時積極拓展演員事業面，自1995年在帝國劇場出演《柚子葉之井》起，以每年一部的節奏持續參演舞台劇。
2007年至2009年，成為笑笑也無妨周三（2008年起改為周四）常規班底。
2008年，就任伊丹市為城市宣傳推廣事務而委任的「伊丹大使」一職。
2011年，與年下的圈外人士結婚。
2016年，舉辦出道三十週年演唱會，暌違25年再次舉辦演唱會。
2023年11月27日宣布離婚。

## 人物
- 與堀越的同班同學本田美奈子.和岡田有希子，以及因來觀看自己演唱會而熟悉的松本典子是好友[4]。